# كيربي ييتس
كيربي ييتس (بالإنجليزية: Kirby Yates)‏ هو لاعب كرة قاعدة أمريكي، ولد في 25 مارس 1987 في Lihue, Hawaii ‏ في الولايات المتحدة.

## وصلات خارجية
- كيربي ييتس على موقع دوري كرة القاعدة الرئيسي (الإنجليزية)
- كيربي ييتس على موقعبيزبول رفرنس.كوم (الدوري الرئيسي) (الإنجليزية)
- كيربي ييتس على موقعبيزبول رفرنس.كوم (الدوري الثانوي) (الإنجليزية)
- كيربي ييتس على موقع إي إس بي إن.كوم (أم.أل.بي) (الإنجليزية)
- كيربي ييتس على موقع مشجعي الرسوم البيانية (الإنجليزية)